# Årø
Årø es una pequeña isla perteneciente a Dinamarca, ubicada en el estrecho del Pequeño cinturón (Lillebælt en danés). 
Tiene aproximadamente 4 km de largo y 3 km de ancho, y alberga una población de 180 habitantes (2006)
No debe ser confundida con Ærø.